# Ulak Kemang Baru
Ulak Kemang Baru is een bestuurslaag in het regentschap Ogan Komering Ilir van de provincie Zuid-Sumatra, Indonesië. Ulak Kemang Baru telt 1551 inwoners (volkstelling 2010).